# Pampa (ave)
Pampa é um gênero de aves apodiformes pertencente à família dos troquilídeos, que inclui os beija-flores. O gênero possui um total de três a quatro espécies reconhecidas, anteriormente classificadas em Campylopterus, sendo reagrupadas a partir dos estudos moleculares publicados durante o final da década de 2000 e primeira metade da década de 2010; que se distribuem entre a região fronteiriça ao extremo sul do México, por sua vez ao extremo sul norte-americano, seguindo até a América Central, ao norte da Guatemala, ao oeste de El Salvador, próximo ao importante vulcão de San Salvador, na totalidade do território pertencente ao Belize e, conforme alguns registros, em Honduras, embora essa documentação seja frequentemente ignorada, habitam o interior e a parte litorânea de florestas tropicais úmidas sempre-verdes e em florestas pluviais e tropicais decíduas e nas florestas nubladas ou montanhosas, assim como bosques de pinheiros, plantações de café, bem como outras áreas urbanas e suburbanas abertas.
A subespécie anteriormente considerada por espécie separada, no caso Pampa curvipennis excellens, seria rebaixada pelo Comitê Ornitológico Internacional e o North American Classification Committee. As outras alterações se dão na própria existência deste gênero, considerado por alguns identificadores por sinonímia do seu antigo denominador, Campylopterus. Espécies representantes deste gênero são, vernaculamente ou coloquialmente denominadas de asas-de-sabre, isso em conjunto com esse último gênero, que seria ainda mais fragmentado, originando Eupetomena.
Embora as três espécies reconhecidas dentro deste gênero estejam classificadas como "espécies pouco preocupantes" conforme a Lista Vermelha da União Internacional para a Conservação da Natureza, esta mesma instituição destaca que duas espécies, sendo  os asa-de-sabre-do-iucatão, asa-de-sabre-mexicano e asa-de-sabre-ruivo observaram por meio de registros mais recentes um decréscimo populacional de aves. Estas aves estão entre uma minoria que abrange os troquilídeos de distribuição a hemisfério norte, acima da linha do equador. O asa-de-sabre-do-iucatão não é acessado pela IUCN, sendo considerado pela BirdLife International como em Pampa curvipennis.

## Descrição
Os beija-flores representantes do gênero apresentam entre os 11.5 a 14 centímetros de comprimento, com seu peso variando entre 5.0 e 6.6 gramas. Sua cauda longa ligeiramente bifurcada caracteriza em torno de cinco centímetros do comprimento total das aves. Os machos apresentam plumagem verde-bronzeada nas partes superiores, ou ainda, verde-metálico; a coroa é violeta ou púrpura e brilhante, podendo ser um pouco azulada. As penas da cauda são, em sua maioria, em um verde-azul metálico e opaco, com as coberteiras superiores também sendo verde-azulada. O rosto dos machos é majoritariamente branco-cinzento fosco ou cinza, com a mancha branca característica atrás dos olhos. O bico retilíneo preto é característico de beija-flores típicos da tribo Trochilini. As partes inferiores são esbranquiçadas ou cinza-acastanhado, no caso do asa-de-sabre-ruivo. O dimorfismo sexual se manifesta no tamanho e na plumagem, onde machos são mais pesados e maiores; ao que as fêmeas possuem uma plumagem menos chamativa e mais pálida. Os asas-de-sabre imaturos são visualmente similares à beija-flores fêmeas. São aves sedentárias, ocasionalmente realizando migrações de elevação.

## Distribuição e habitat
Estes beija-flores se distribuem geograficamente nas regiões ao norte e central do continente americano. E exclusivamente nas encostas ocidental e oriental nas península de Yucatán, em Sierra Madre de Chiapas e, ainda, ao sul de San Luis Potosí, seguindo à estados de Veracruz e Oaxaca. A subespécie P. excellens, que anteriormente foi considerada uma espécie, distribui-se em uma pequena área pelo sudeste do México na Sierra de los Tuxtlas, e em Tabasco e Chiapas. Outra espécie, P. pampa, ocasionalmente considerada pelo eBird como parte de P. curvipennis, se encontra pelo sudeste do México, todo o território de Belize, a norte da Guatemala, existindo também documentação da espécie com distribuição em Honduras. O asa-de-sabre-ruivo, por sua vez, apresenta distribuição ainda em El Salvador, principalmente no vulcão de San Salvador. Os asas-de-sabre habitam principalmente a florestas tropicais semiárida ou úmida de folha persistente, ao seu interior e nas bordas de florestas decíduas, ainda ocasionalmente podendo se distribuir em plantações de café, bosques de pinheiros e áreas urbanas.

## Sistemática e taxonomia
Esse gênero foi introduzido primeiramente no ano de 1854, por Heinrich Gottlieb Ludwig Reichenbach, uma importante personalidade na história da ornitologia e da botânica de seu país. Em sua descrição, este seria originalmente introduzido como um monotipo para a classificação do asa-de-sabre-ruivo (Pampa rufa). Depois de algum tempo, esta última espécie seria movida ao gênero Campylopterus, intimamente relacionado com Pampa e Aphantochroa. Outras espécies descritas ao gênero Campylopterus incluem espécies curvipennis, excellens e pampa, esta última nomeada tendo como base o nome binomial da espécie-tipo. Durante esse tempo, Pampa seria considerado pela taxonomia por uma sinonímia de Campylopterus. O nome do gênero deriva da descrição original de Ornismya pampa, que seria descrita em 1832 pelo naturalista francês René Primevère Lesson, que equivocadamente acreditaria que seus holótipos se originaram da área dos pampa argentino ou pampa uruguaio. Em 2014, um dos estudos filogenéticos moleculares que redefiniriam a sistemática dos troquilídeos seria publicado, com as descobertas de que Amazilia e Campylopterus seriam desmembrados em uma classificação revisada para a introdução de gêneros monofiléticos, visto que tais gêneros eram polifiléticos. Com isso, as espécies Campylopterus rufus, Campylopterus curvipennis e, ao último, Campylopterus pampa, seriam movidas para o gênero ressurgido.
A International Ornithologists' Union e, mais tarde, os North American Classification Committee e sua lista de aves do respectivo continente, rebaixaram uma de quatro espécies anteriormente reconhecidas. Com as alterações, Pampa excellens passaria a ser nomeado como Pampa curvipennis excellens, considerado pela instituição como subespécie. Possivelmente sendo o identificador taxonômico mais conservador, a lista Handbook of the Birds of the World, publicado a partir da BirdLife International, que também publica a IUCN Red List of Threatened Species considera que pampa e excellens são subespécies de curvipennis; ao que o eBird, por outro lado, reconhece três espécies, porém diferentes: curvipennis, rufa e excellens.

### Espécies[2][5]
- Pampa curvipennis (Deppe, 1830) — conforme o Comitê Ornitológico Internacional, possui duas subespécies; se distribui ao sul do México
  - Pampa curvipennis curvipennis (Deppe, 1830), asa-de-sabre-mexicano — subespécie nominal; se distribui em San Luis Potosí, seguindo ao sudoeste de Tamaulipas e norte do Oaxaca
  - Pampa curvipennis excellens (Wetmore, 1941), asa-de-sabre-de-tuxtla — espécie disputada; se distribui na Sierra de Tuxtla ao sul do México
- Pampa rufa (Lesson, 1840), asa-de-sabre-ruivo — provavelmente a espécie mais conhecida; se distribui nos planaltos dos estados mexicanos de Oaxaca e Chiapas até a Guatemala e El Salvador
- Pampa pampa (Lesson, 1832), asa-de-sabre-do-iucatão — possivelmente monotípico; se distribui pelo extremo sul mexicano, na península de Iucatã, ao norte da Guatemala e Belize